# Gesztőd
Gesztőd (1899-ig Gesztőcz, szlovákul  Hosťovce) község Szlovákiában, a Nyitrai kerület Aranyosmaróti járásában.

## Fekvése
Aranyosmaróttól 5 km-re északnyugatra fekszik.

## Története
1209-ben "Gesteuge" néven említik először. 1323-ban "Kestog" néven szerepel írott forrásban. A garamszentbenedeki apátság birtoka, majd a 15. században a Lábatlan családé. A 16. század elején Gímes várának tartozéka, a 17. század végén az aranyosmaróti uradalom része. Több nemesi család birtoka volt, köztük a Keltz-Weiss, Öttömösi Szirányi, gróf Cseszneky-, Forgách- és Klobusiczky családoké. A 16-17. században a töröknek fizetett adót. 1601-ben 43 ház állt a településen. 1720-ban 23 adózója volt. 1828-ban 56 házában 391 lakos élt, akik főként mezőgazdasággal, erdei munkákkal foglalkoztak.
Vályi András szerint "GESZTOTZ. vagy Gesztőtz, Hosztovitza, Hoszte. Tót falu Bars Vármegyében, földes Urai külömbféle Urak, lakosai katolikusok, fekszik Kis Tapoltsánhoz nem meszsze. Fája épűletre, és tűzre elég, határjában makkja, legelője mind nagyobb, mind apróbb marháiknak elég, földgye jó, réttye termékeny, meglehetős módgya a’ piatzozásra is, második Osztálybéli."
Fényes Elek szerint "Gesztőcz, (Hosztowcze), tót falu, Bars vmegyében, Tapolcsányhoz 1/2 óra: 394 kath. lak. F. u. többen. Ut. p. Verebély."
A trianoni békeszerződésig Bars vármegye Aranyosmaróti járásához tartozott.

## Népessége
| Év:            | 1994. | 2004.   | 2014.   | 2024.   |
| -------------- | ----- | ------- | ------- | ------- |
| Emberek száma: | 758   | 759     | 757     | 719     |
| Eltérés:       |       | +0,13 % | -0,26 % | -5,01 % |

| Év:            | 2023. | 2024.   |
| -------------- | ----- | ------- |
| Emberek száma: | 733   | 719     |
| Eltérés:       |       | -1,90 % |

1880-ban 407 lakosából 358 szlovák, 17 német, 12 magyar anyanyelvű, 9 idegen és 11 csecsemő volt; ebből 392 római katolikus és 15 zsidó vallású.
1890-ben 427 lakosából 367 szlovák és 3 magyar anyanyelvű volt.
1900-ban 445 lakosából 413 szlovák és 15 magyar anyanyelvű volt.
1910-ben 500 lakosából 433 szlovák, 27 magyar, 14 német és 26 egyéb anyanyelvű.
1921-ben 576 lakosából 569 csehszlovák és 7 magyar volt.
1930-ban 604 lakosából 601 csehszlovák volt.
1991-ben 749 lakosából 730 szlovák és 2 magyar volt.
2001-ben 771 lakosából 756 szlovák és 4 magyar volt.
2011-ben 749 lakosából 711 szlovák és 4 magyar volt.

## Nevezetességei
- A Szent Kereszt Felmagasztalása tiszteletére szentelt római katolikus temploma 1931-ben épült.
- Barokk Mária-oszlop a 18. századból.